# Förenade nationernas deklaration

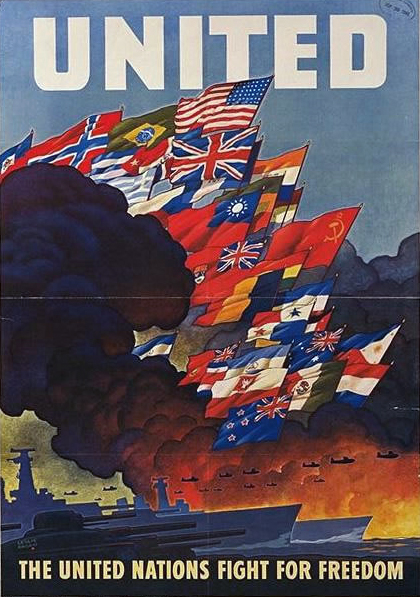
"United Nations" var länderna som anslöt sig till deklarationen och som vid krigsslutet upprättade alliansen som en internationell samarbetsorganisation.

Förenade nationernas deklaration (officiellt: Declaration by United Nations) var en deklaration som antogs 1 januari 1942 under Arcadia-konferensen av 26 regeringar på den allierade sidan under andra världskriget. Genom deklarationen förband sig de deltagande regeringarna till principer om hur de skulle agera under kriget och den kommande freden, exempelvis förband de sig att inte sluta separatfred mot någon av axelmakterna under det pågående kriget. United Nations var den allians, och det formella namn, under vilka de allierade stred under andra världskriget.
Deklarationen utgör grunden till att den mellanstatliga organisationen Förenta nationerna kunde bildas under 1945, i slutskedet av kriget.

## Deklarationen
Genom deklarationen den 1 januari 1942 anslöt sig regeringarna från 26 länder till den brittisk-amerikanska Atlantdeklarationen, som antagits den 14 augusti 1941. Den utvidgade deklarationen tillkom på amerikanskt initiativ efter att USA den 7 december 1941 blivit indraget i kriget efter Japans anfall mot Pearl Harbor. Skrivningen "United Nations" föreslogs av den amerikanske presidenten Franklin D. Roosevelt som ett alternativ till "Associated Powers" när han tillsammans med den brittiske premiärministern Winston Churchill och sin nära medarbetare Harry Hopkins arbetade på utkastet till deklarationen den 29 december 1941.
Deklarationen förbinder parterna att fullt ut anslå sina militära och ekonomiska resurser till att bekämpa de medlemmar av Tremaktspakten som man befinner sig i krig med, samt att inte sluta separatfred med någon av dessa fiender. Den inbjuder också andra stater att ansluta sig till och att bidra i kampen mot Hitlerismen.
Fram till den 1 mars 1945 anslöt sig ytterligare 21 stater och skrev under deklarationen. Frankrike hade till en början ingen roll i deklarationen och det var inte förrän efter att Franska nationella befrielsekommittén (franska: Comité français de Libération nationale) ombildats till en provisorisk regering som man kunde tillträda deklarationen i december 1944.

## Förenta nationerna

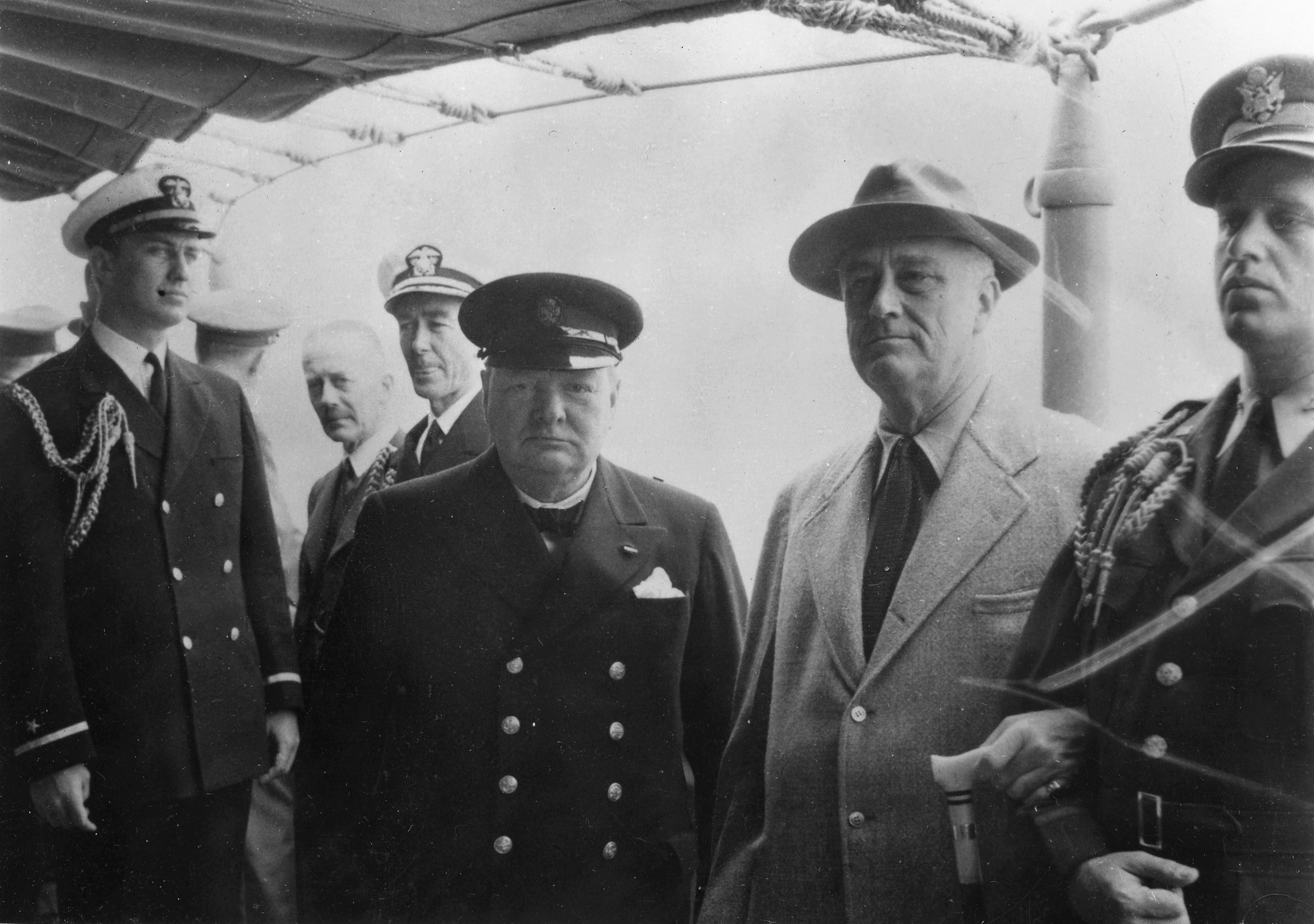
Churchill och Roosevelt i augusti 1941 vid undertecknandet av Atlantdeklarationen, förelöparen till Förenade nationernas deklaration.

De första konkreta förberedelserna för att bilda en ny internationell organisation utarbetades vid de allierades konferenser i Moskva och Teheran 1943. Under perioden augusti till oktober 1944 möttes företrädare från Storbritannien, Kina, Sovjetunionen och USA i Washington, D.C. vid det som kommit att kallas Dumbarton Oaks-konferensen.
Förenade nationernas konferens (engelska: United Nations Conference on International Organization) i San Francisco inleddes den 25 april 1945, medan slutstriderna mot Nazityskland fortfarande pågick i Europa. Vid konferensens avslutande två månader senare den 26 juni 1945 undertecknade representanter för grundarnationerna den stadga som upprättade Förenta nationerna och som gäller än idag, men grundandet räknas formellt från den 24 oktober 1945, när säkerhetsrådets fem permanenta medlemmar, Frankrike, Det Förenade Konungariket Storbritannien och Nordirland, Amerikas Förenta Stater (USA), Republiken Kina, De Socialistiska Rådsrepublikernas Union (Sovjetunionen) och en majoritet av de övriga länderna hade ratificerat den. Vid det laget hade även Japan lagt ned vapnen och kapitulerat för segrarmakterna.
De länder som skrivit under Tremaktspakten men som senare bytt sida och stridit med de allierade mot Nazityskland, exempelvis Italien, gavs aldrig möjligheten att skriva under deklarationen och fanns inte heller med vid konferensen i San Francisco. Danmark utgör dock ett undantag då man som enda land fick delta i konferensen utan att ha undertecknat deklarationen. Under stark press från den tyska ockupationsmakten hade Danmark anslutit sig till Antikominternpakten vid undertecknandet i Berlin den 25 november 1941. Detta föranledde våldsamma demonstrationer i Köpenhamn mot undertecknandet. En uttryck för detta var också när den danske ministern i Washington uttalade alla fria danskars (engelska: all free Danes) anslutning till de allierades sak.
Den polska exilregeringen (polska: Rząd Rzeczypospolitej Polskiej na uchodźstwie) som hade undertecknat deklarationen den 1 januari 1942 befann sig i London, medan en kommunistledd provosorisk polsk regering (polska: Rząd Tymczasowy Rzeczypospolitej Polskiej) i Lublin opererade med stöd från Sovjetunionen i de befriade delarna av landet, och någon polsk delegation fanns inte på plats vid konferensen. Polen räknas ändå till grundarnationerna i FN, och med Polen inräknat uppgår antalet stater till 51 vid grundandet.
Den svenska regeringens linje genom kriget var att förhålla sig neutral till de stridande makterna. Någon anslutning till deklarationen blev på så sätt egentligen aldrig aktuell. Sverige hade istället givit ekonomiskt och materielt stöd till Finland när detta blev attackerat av Sovjetunionen 1939, och tvingats till eftergifter mot Nazityskland bland annat i samband med Midsommarkrisen 1941. Sverige var därför inte heller bland de nationer som var med och grundade organisationen 1945, utan blev upptagen som medlem den 19 november 1946.
Den svenska översättningen av FN-stadgan skiljer på "förenade nationerna" om alliansen och "Förenta Nationerna" som namn på den organisation de bildade, medan namnet "United Nations" i den ursprungliga engelska texten inte skiljer sig mellan alliansen eller organisationen.

## Regeringar som undertecknade deklarationen
| Vid deklarationens antagande 1 januari 1942 |                                                                                               |
| De fyra stora                               | Förenade kungariket Kina Sovietunionen USA                                                    |
| Brittiska samväldet                         | Australien Indien Kanada Nya Zeeland Sydafrika                                                |
| Andra makter                                | Costa Rica Dominikanska republiken El Salvador Guatemala Haiti Honduras Kuba Nicaragua Panama |
| Exilregeringar                              | Belgien Grekland Jugoslavien Luxemburg Nederländerna Norge Polen Tjeckoslovakien              |

| Senare anslutna |                                                                                           |
| 1942            | Brasilien Etiopien Filippinerna Mexiko                                                    |
| 1943            | Bolivia Colombia Irak Iran                                                                |
| 1944            | Frankrike Liberia                                                                         |
| 1945            | Chile Ecuador Egypten Libanon Paraguay Peru Saudiarabien Syrien Turkiet Uruguay Venezuela |